# Зьойдерзе
Заудерзе (на нидерландски: Zuiderzee, букв. Южно море) се е наричал плитководен залив на Северно море, край северозападните брегове Нидерландия, отделен от морето чрез гирлянда на Западните Фризийски острови. Заливът се е образувал през 1282 г. в резултат на потъване на сушата и е бил с ширина около 50 km и се е вдавал на около 100 km в сушата. Най-голяма дълбочина – 4 до 5 m, площ – 5000 km². Бреговете му са били ниски, заблатени, укрепени с диги.
През 30-те години на XX век, в резултат от изпълнението на комплексния план по мелиорации на Нидерландия, по-голямата част от залива е отделена с дига от Северно море, вследствие на което водата в него става прясна и фактически голяма част от залива става езеро, получило названието Айселмеер (на нидерландски: IJsselmeer) по името на реката Ейсел (ръкав от делтата на Рейн), вливаща се в него. Северната част от бившия залив между континента и Западните Фризийски острови получава названието Вадензе.
Названието Заудерзе все още може да се срещне на стари карти и документи от преди първите десетилетия на XX век и днес се използва само в исторически контекст. На съвременната спътникова снимка, на която за сравнение може да се види увеличената площ на сушата, се вижда езерото Ейселмер.